# Julio Quesada-Cañaveral
Julio Quesada-Cañaveral y Piédrola (Madrid, 30 de octubre de 1857-Madrid, 15 de julio de 1936) fue un noble, político y empresario español. Ostentó los títulos nobiliarios de vi conde de Benalúa, viii duque de San Pedro de Galatino y señor de Láchar.

## Biografía
Julio María de la Luz Claudio Francisco de Asís Elías Nicolás José Santiago Gaspar de Todos los Santos Quesada-Cañaveral y Piédrola Osorio Spínola y Blake era hijo de Francisco Quesada-Cañaveral Osorio, V Conde de Benalúa, y de Elia Piédrola y Blake, quedó huérfano de ambos cuando tenía diez años, asumiendo su tutela y cuidados el primo hermano de su padre José Osorio y Silva, marqués de Alcañices, más conocido por el título de duque de Sesto que llevó como heredero.

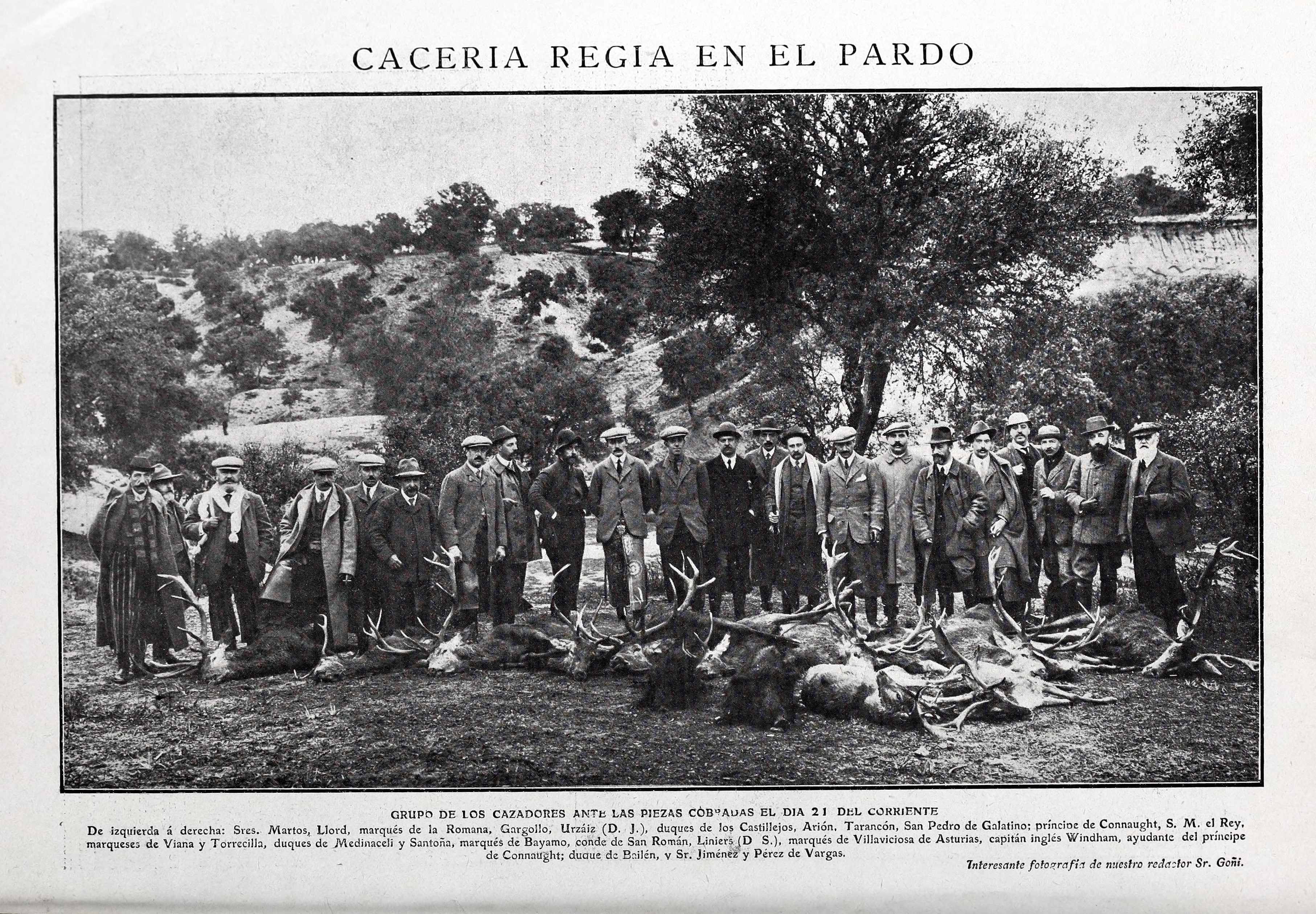
El duque de San Pedro de Galatino, noveno por la izquierda, posando con unas piezas de caza junto a Alfonso XIII y otros cazadores en enero de 1908 en El Pardo; fotografía de Goñi.

Muy ligado al municipio de Láchar, promovió la construcción de una importante fábrica azucarera que incluso disponía de su propio ferrocarril para el transporte de mercancías. También impulsó la restauración del castillo de Láchar, el cual se convirtió en una de sus residencias y escenario de numerosas cacerías en compañía de personalidades. 
Empresario emprendedor y adelantado a su tiempo, buscó siempre el progreso de Granada. Puso en marcha multitud de iniciativas empresariales, siendo pionero de la industria azucarera de España. Fue un visionario del potencial turístico de Granada y de Sierra Nevada. Así construyó el Hotel Alhambra Palace, establecimiento de lujo situado en las inmediaciones del palacio nazarí e inaugurado por Alfonso XIII en 1910, y el Hotel del Duque en plena sierra, que fue sucursal del anterior y desde 1950 cumple la función de seminario de verano de la Archidiócesis de Granada. Promovió el trazado de la carretera que sube hasta Sierra Nevada y construyó una línea de tranvías desde la capital hasta el Hotel del Duque, dotada con red eléctrica propia, que se alimentaba con energía suministrada por 'Eléctrica del Maitena', compañía fundada también por el duque.
Fue elegido diputado en 1884 por Zaragoza, en 1891 por Huelva y en 1896 y 1899 por Granada. Ejerció de senador por derecho propio en las legislaturas 1901-1902 y 1902-1904 y era gentilhombre grande de España con ejercicio y servidumbre del rey Alfonso XIII. 
En el campo social, fue el segundo presidente nacional de la institución escultista Exploradores de España tras el fallecimiento del primer titular José Messía y Gayoso, duque de Tamames en 1917. José Messía había dimitido tras profundas discrepancias en el seno de la organización, pero se reincorporó el 11 de marzo de 1915 a petición de la asamblea nacional, cargo que ostentó hasta su muerte. Julio Quesada-Cañaveral le sustituyó formando una junta de gobierno con Antonio Trucharte como secretario, Arturo Cuyás como comisario general y Teodoro Iradier y Herrero como vocal.
Murió poco antes del estallido de la guerra civil española. Su cadáver fue trasladado por ferrocarril hasta Granada, en cuya catedral, de la que era canónigo honorario, fue inhumado el 17 de julio de 1936.

## Reconocimientos
Por iniciativa del Centro Artístico de Granada, como testimonio de gratitud por abrir a la ciudad y al mundo las rutas de Sierra Nevada, se erigió en su honor un obelisco en los Jardines del Salón, que fue realizado por José Navas Parejo e inaugurado en la festividad del Corpus Cristi de 1923.
El Ayuntamiento de Granada ha dedicado a su memoria la avenida del Duque de San Pedro de Galatino en el barrio de Los Vergeles y la plaza del mismo nombre al comienzo de la Carretera de la Sierra. Igualmente el Ayuntamiento de Láchar también le dedicó una calle en su honor —la del Duque de San Pedro—.
En 2007, con motivo del 150.º aniversario de su nacimiento fue declarado hijo adoptivo de Granada.

## Enlaces
- El tranvía de la sierra
- Hotel Alhambra Palace

- Datos: Q5955685
- Multimedia: Julio Quesada-Cañaveral / Q5955685